# Památná místnost Franze Schuberta v Želiezovcích
Památná místnost Franze Schuberta (slovensky Pamätná izba Franza Schuberta) je bývalá expozice Tekovského muzea, dnes součást městského muzea ve slovenském městě Želiezovce.

## Historie
V roce 1824 byl během svého druhého pobytu v Želiazovcích rakouský hudební skladatel Franz Schubert ubytován v Sovím zámečku, kde se dnes nachází muzeum. Až do října 2009 se jednalo o expozici Tekovského muzea v Levicích, poté byla z důvodu rekonstrukce budovy pro veřejnost nepřístupná. Během oprav došlo k rozšíření expozice do dalších dvou místností a od 15. května 2010 nese název Mestské múzeum a pamätná izba Franza Schuberta.
Muzeum spravuje městský úřad v Želiezovcích ve spolupráci s Tekovským muzeem v Levicích.

## Muzeum
Původní expozice dokumentovala život a dílo Franze Schuberta. Po rekonstrukci v letech 2009-2010 přibyly expozice mapující historii města Želiezovce. Většina předmětů pochází ze sbírek Slovenského národního muzea - Archeologického muzea, Hudebního muzea, Tekovského muzea v Levicích, ale také od soukromých sběratelů, hlavně od místního historika Pavla Polky.
V první místnosti se nacházejí předměty a archeologické nálezy z období želiezovské kultury, doby kamenné, bronzové, železné, římské až po stěhování národů. Druhá místnost se zaměřuje na rod Esterházyů, jejichž letní sídlo se nacházelo v nedalekém kaštielu. V roce 1818 pozval Ján Karol Esterházy do Želiezovcí Franze Schuberta, kterého v této místnosti připomíná dobový klavír. Kromě předmětů z kaštielu, jsou tu také připomínky na další osobnosti historie obce - např. Franze Sachera, výrobce dortů, či biskupa Augustína Fischera Colbrie. Třetí místnost zobrazuje období první a druhé světové války, osudy Židů ve městě a zdejší lidovou kulturu. Čtvrtá místnost se nachází v patře budovy a je věnována životu a dílu Franze Schuberta. Zařízena je dobovým nábytkem.